# Edgar von Gierke
Edgar (Etzel) Otto Konrad Gierke, seit 1911 von Gierke (* 9. Februar 1877 in Breslau; † 21. Oktober 1945 in Karlsruhe) war ein deutscher Pathologe und Bakteriologe.

## Leben
Edgar Gierke war Sohn des Juristen Otto Gierke (1841–1921, ab 1911 Otto von Gierke) und dessen Ehefrau Lili Loening (1850–1936). Er hatte drei Schwestern und zwei Brüder, darunter die Sozialpädagogin und Politikerin Anna von Gierke (1874–1943), den Rechtswissenschaftler Julius von Gierke (1875–1960) sowie die Sozialpädagogin Hildegard von Gierke (1880–1966). Hans von Gierke war sein Cousin.
Er studierte an den Universitäten Heidelberg, Breslau und Berlin Medizin. In Heidelberg wurde er Mitglied der Burschenschaft Allemannia wie sein Vater und seine Brüder Julius und Otto von Gierke (1883–1918), letzterer der Schwiegersohn des Berliner Oberbürgermeisters Martin Kirschner und Schwager des Chirurgen Martin Kirschner. Nach seinem Abschluss im Wintersemester 1899/1900 war er zwei Jahre lang in Heidelberg tätig. 1901 wurde er dort mit der Arbeit Über den Eisengehalt verkalkter Gewebe unter normalen und pathologischen Bedingungen promoviert. Im Mai 1903 trat er eine Assistenzstelle am Pathologischen Institut in Freiburg i. Br. an und wurde 1904 habilitiert (Das Glykogen in der Morphologie des Zellstoffwechsels). Ab Oktober 1907 war Gierke am Pathologischen Institut in Berlin beschäftigt, 1908 ging er nach Karlsruhe, wo er als Prosektor am Städtischen Krankenhaus beschäftigt war und gleichzeitig als Bakteriologe an der TH Karlsruhe wirkte. An dieser Hochschule wurde er 1911 zum außerordentlichen Professor ernannt. Während des Ersten Weltkriegs war von Gierke Militärarzt. Da mütterlicherseits zwei Großeltern jüdisch waren, galt von Gierke nach NS-Ideologie als „Mischling 1. Grades“ und wurde deshalb 1937 vorzeitig in den Ruhestand versetzt. Von 1939 bis 1944 übernahm er erneut die Leitung des Pathologisch-Bakteriologischen Instituts an der TH Karlsruhe, da sein Nachfolger Richard Böhmig zum Wehrdienst einberufen worden war.
Von Gierke war ab 1912 mit Julie Braun verheiratet; das Paar hatte vier Kinder. Ab 1911 lautete der Name des Pathologen „von Gierke“, da in diesem Jahr sein Vater an seinem 70. Geburtstag in den erblichen Adelsstand erhoben wurde. Seit 1968 trägt eine Straße in Karlsruhe seinen Namen.

## Leistungen
Von Gierkes Hauptinteressengebiet war der Glykogenstoffwechsel. Er beschrieb 1929 erstmals die Glykogenose Typ Ia, die auch als „Von-Gierke-Krankheit“ bezeichnet wird.

## Schriften (Auswahl)
- Taschenbuch der pathologischen Anatomie. Thieme, Leipzig 1911. (12. Ausgabe 1933).
- Grundriss der Sektionstechnik. Speyer & Kaerner, Freiburg 1912. (6. Ausgabe 1920)
- Hepato-Nephromegalia glykogenica (Glykogenspeicherkrankheit der Leber und Nieren). In: Beiträge zur Pathologischen Anatomie und zur allgemeinen Pathologie. Band 82, (Jena) 1929, S. 497–513.

## Genealogie
- Gothaisches Genealogisches Taschenbuch der Briefadeligen Häuser 1913 . 7. Jahrgang, Justus Perthes, Gotha 1912. (Erstaufnahme. Redaktion und Druck jeweils im Vorjahr).
- Gothaisches Genealogisches Taschenbuch der Adeligen Häuser 1940. Teil B. Zugleich Adelsmatrikel der Deutschen Adelsgenossenschaft (DAG). 32. Jahrgang, Justus Perthes, Gotha 1939, S. 191 f.
- Walter von Hueck, Friedrich Wilhelm Euler et al: Genealogisches Handbuch der Adeligen Häuser / B (Briefadel nach 1400 nobilitiert) 1980, Band XIII, Band 73 der Gesamtreihe GHdA, Hrsg. Ausschuss für adelsrechtliche Fragen der deutschen Adelsverbände in Gemeinschaft mit dem Deutschen Adelsarchiv, C. A. Starke, Limburg/Lahn 1980, S. 85–87. ISSN 0435-2408